# Gyurgyance
Gyurgyance (horvátul: Đurđanci) falu Horvátországban, Eszék-Baranya megyében. Közigazgatásilag Diakovárhoz tartozik.

## Fekvése
Diakovár központjától légvonalban 7, közúton 11 km-re keletre, Szlavónia középső részén, a Đakovštinán, a Diakovár-Vinkovci síkság déli részén, a Diakovárról Vinkovcira menő út mentén, Budrovci és Stari Mikanovci között fekszik.

## Története
A települést 1579-ben a Pozsegai szandzsák összeírásában négy házzal említik először. A vrbicai plébániához tartozott. Szlavónia településeinek 1698-as kamarai összeírásában nem szerepel. A diakovári uradalom részeként a diakovári püspökség birtoka volt. 1702-ben 7 ház állt a településen. Az első katonai felmérés térképén „Gyurgiancze” néven található. Lipszky János 1808-ban Budán kiadott repertóriumában „Gyurgyancze” néven szerepel. Nagy Lajos 1829-ben kiadott művében „Gyurgyancze” néven 96 házzal, 522 katolikus vallású lakossal találjuk. A 19. század végén jelentős számú német lakosság és két bácskai sokác család telepedett itt le.
A településnek 1857-ben 477, 1910-ben 691 lakosa volt. Verőce vármegye Diakovári járásának része volt. Az 1910-es népszámlálás adatai szerint lakosságának 73%-a horvát, 24%-a német anyanyelvű volt. Az első világháború után 1918-ban az új szerb-horvát-szlovén állam, majd később (1929-ben) Jugoszlávia része lett. A német lakosságot a második világháború idején elűzték. 1946-ban a németek helyére Dalmáciából érkezett horvátok települtek. 1991-től a független Horvátországhoz tartozik. 1991-ben lakosságának 97%-a horvát nemzetiségű volt. 2011-ben a településnek 425 lakosa volt.

## Lakossága
| Lakosság változása | Lakosság változása | Lakosság változása | Lakosság változása | Lakosság változása | Lakosság változása | Lakosság változása | Lakosság változása | Lakosság változása | Lakosság változása | Lakosság változása | Lakosság változása | Lakosság változása | Lakosság változása | Lakosság változása | Lakosság változása |
| ------------------ | ------------------ | ------------------ | ------------------ | ------------------ | ------------------ | ------------------ | ------------------ | ------------------ | ------------------ | ------------------ | ------------------ | ------------------ | ------------------ | ------------------ | ------------------ |
| 1857               | 1869               | 1880               | 1890               | 1900               | 1910               | 1921               | 1931               | 1948               | 1953               | 1961               | 1971               | 1981               | 1991               | 2001               | 2011               |
| 477                | 488                | 470                | 613                | 689                | 691                | 663                | 765                | 784                | 869                | 927                | 823                | 755                | 660                | 574                | 425                |

## Nevezetességei
Jézus neve tiszteletére szentelt római katolikus temploma a vrbicai plébánia filiája.

## Kultúra
A KUD „Slavonija” Ðurđanci kulturális és művészeti egyesületet 2008-ban alapították. Az egyesületnek mintegy 40 tagja van, akik két szekcióban, folklór és tamburacsoportban működnek. Céljuk megőrizni, feleleveníteni és bemutatni a település és környékének hagyományait, népdalait, néptáncait. Horvátországon kívül felléptek már Boszniában, Magyarországon és Szlovéniában is.

## Oktatás
A településen a budrovci elemi iskola alsó tagozatos területi iskolája működik.

## Sport
Az NK Slavonac Đurđanci labdarúgócsapata a megyei 3. ligában szerepel.